# Diaspananthus
Diaspananthus é um género botânico pertencente à família Asteraceae.